# Pam Brady

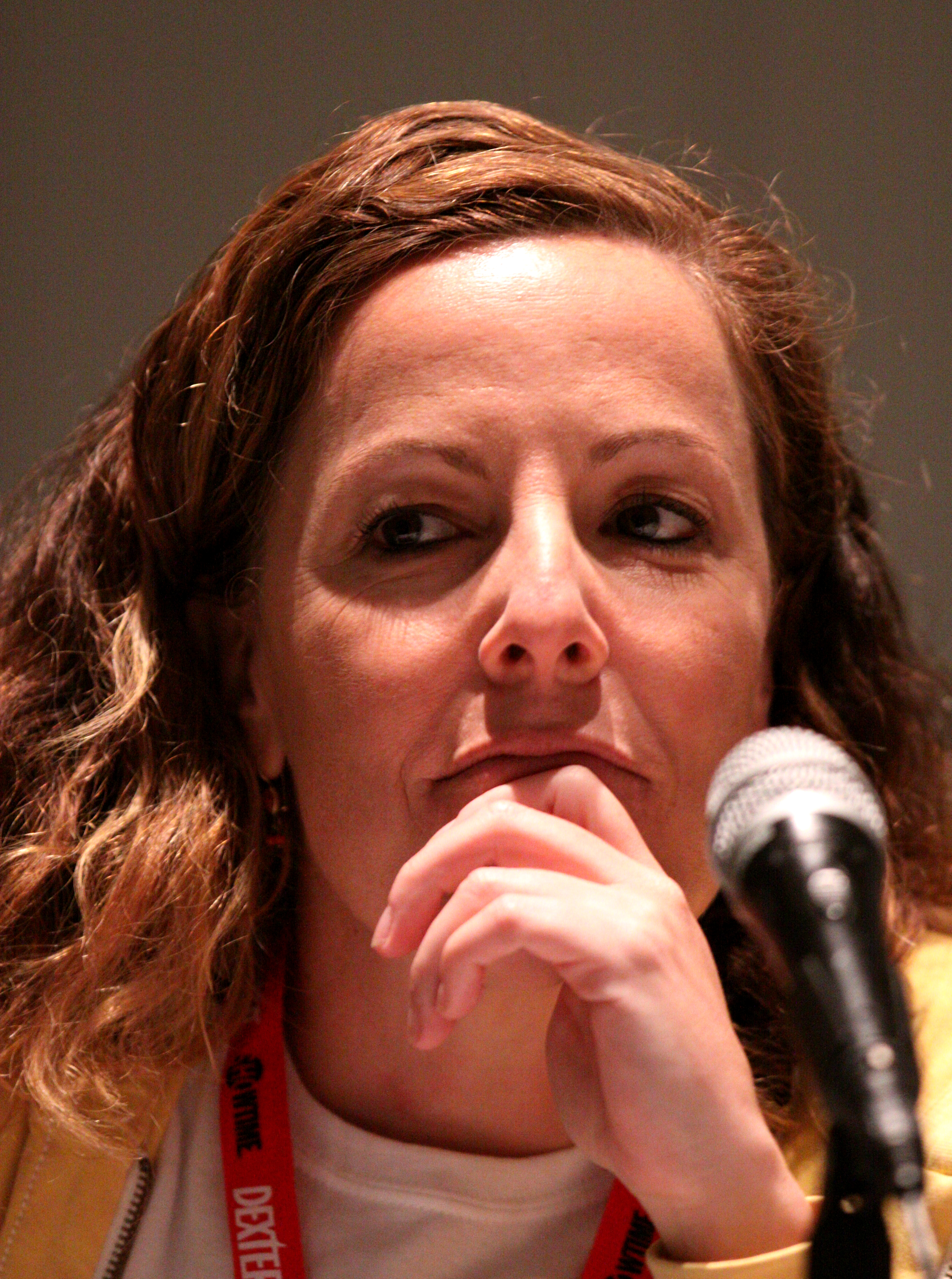
Pam Brady (2010)

Pam Brady ist eine US-amerikanische Drehbuchautorin und Fernsehproduzentin, am bekanntesten ist sie durch ihre Arbeit mit Trey Parker und Matt Stone.

## Karriere
Pam Brady traf Parker, Stone und Jason McHugh zum ersten Mal, als sie bei 20th Century Fox für Brian Graden arbeitete. Brady schlug vor, dass die zwei eine wöchentliche Version ihres Films Cannibal! The Musical machen: Time Warped. Während FOX Time Warped aber abgelehnt hatte, beschlossen Parker und Stone für Comedy Central South Park zu produzieren und kauften Brady als kreative Produzentin. Die meisten erkennen Brady von der South-Park-Episode 304 - Tweek gegen Craig wieder, in der man sie in den Rückblenden des Werkunterrichtslehrers sehen konnte. Obwohl Brady die Serie nach der vierten Staffel verlassen hat, um Hollywoodfilme zu schreiben und um die kurzlebige Serie The Loop mitzuerstellen, hat sie geholfen, den Film Team America: World Police zu schreiben und war gelegentlich 
(beratende) Produzentin von South Park.

## Filmografie (Auswahl)
Drehbuchautorin
- 1993: Nachtschicht mit John (The John Larroquette Show, 5 Episoden)
- 1998: South Park (2 Episoden)
- 1999: South Park: Der Film – größer, länger, ungeschnitten (South Park: Bigger, Longer & Uncut)
- 1999–2000: Just Shoot Me – Redaktion durchgeknipst (Just Shoot Me!, 9 Episoden)
- 2004: Team America (Team America: World Police)
- 2006–2007: The Loop (Schöpferin, Drehbuch von 4 Episoden)
- 2007: Hot Rod – Mit Vollgas durch die Hölle (Hot Rod)
- 2008: Hamlet 2
- 2010: Neighbors from Hell (Schöpferin, Drehbuch von 5 Episoden)
- 2016–2017: Lady Dynamite (Schöpferin, Drehbuch von 5 Episoden)
- 2022: The Bubble
- 2023: Ruby taucht ab (Ruby Gillman, Teenage Kraken)
- 2025: #1 Happy Family USA (Schöpferin, Drehbuch von 2 Episoden)
- 2025: Die Schlümpfe: Der große Kinofilm (Smurfs)